# Кандида Карфагенская
Кандида Карфагенская — святая мученица, дева. День памяти — 20 сентября.
Согласно Римскому мартирологу, святая Кандида была предана на мученическую смерть в Карфагене во времена императора Максимиана 20 сентября неизвестного года. Однако Бароний не цитирует никаких древних документов, кроме Галесинского и церковного календаря Кордовы в Испании. Упоминание о святой Кандиде, деве и мученице, также встречается в мозарабских календарях.
В Риме, в церкви Санта-Мария-деи-Мираколи-Аль-Пополо, под алтарем первой часовни слева, часовни святого Антония, сохранились священные мощи одноименной святой Кандиды, девы и мученицы, найденные в катакомбах Присциллы на Виа Салария.